# كنجي كوماتا
كنجي كوماتا (باليابانية: 古俣 健次) (15 يوليو 1964 في نييغاتا في اليابان – )؛ هو لاعب كرة قدم ياباني سابق كان يلعب كلاعب وسط.

## وصلات خارجية
- كنجي كوماتا على موقع رابطة كرة القدم اليابانية للمحترفين (اليابانية)
- كنجي كوماتا على موقع عالم كرة القدم.نت (الإنجليزية)